# .tk
.tk域名為托克勞的国家和地区顶级域（ccTLD）。.tk域名已经由托克劳政府授权BV Dot TK作为独家注册实体。
该域名有两大特点，分别是提供免费注册、滥用较多。

## 关于
Dot TK是一家由三方合办的合资企业：托克劳政府，托克劳国家通信公司Teletok，以及私人控股公司BV Dot TK。托克劳政府已授权BV Dot TK作为独家注册实体进行商务活动。而BV Dot TK实质上由Freenom Registry管理，注册业务也由Freenom负责。另外，Freenom还提供.ml、.gq、.ga、.cf四个顶级域名供免费注册，并提供其他一些顶级域的付费注册。
.tk域名可以在dot.tk进行免费注册申请。大部分域名可以免费注册1-12个月，但溢价域名或注册局保留域名需付费注册。

## 里程碑
2000年，Joost Zuurbier建立了Freedom Registry公司，开始提供.tk域名注册。
2010下半年，全球网络钓鱼调查（Global Phishing Survey 2H2010）的报告中显示：89%的恶意域名注册集中除了集中在“.info”、“.com”、“.net”这三个历史悠久的通用顶级域以外，剩下的就是在“.tk”了。
2011年早些时候，反钓鱼工作小组(APWG) 报告称，在2011年上半年有6333个钓鱼攻击和6214个独立的域名使用.TK域名作为钓鱼域名，是所有顶级域名中最高的。
2012年，统计显示，托克劳六分之一的收入来自于.tk域名，这其中包括.tk域名的域名授权费、广告投放费等。
2017年12月，威瑞信第三季度简报显示，“.tk”域名注册量达到1910万，成功超越“.de”域名，成为世界注册量第三的顶级域名。2018年注册数量2120万，是注册数量最多的国家顶级域名。

## 评价

### 正面评价
Dot TK Registry认为：Dot TK能够对托克劳人民的生活产生很大的影响。他们的首要目标是提高托克劳在世界上的知名度以及与大型企业建立良好的关系。这些公司可为这个地区提供通信，教育和医疗专业知识，并且通过支付域名费来直接资助Tokelau岛国。通过这种方法，托克劳政府可以朝着财政上更加独立的状况发展。而.tk域名的免费注册，也给一些站长带来了零成本搭建网站的机会。

### 负面评价
“.tk”域名的免费注册让一些钓鱼网站的站长注意到了它。有媒体将此域名评为“全球十大危险域名”之首。而“.tk”域名由于这一原因，很难提升在各类搜索引擎的排名与权重。